# Жильбер, Род
Родриг Габриэль (Род) Жильбер (фр. Rodrigue Gabriel 'Rod' Gilbert; 1 июля 1941, Монреаль — 22 августа 2021, Нью-Йорк, США) — канадский хоккеист, правый нападающий. Рекордсмен клуба НХЛ «Нью-Йорк Рейнджерс» по забитым голам и очкам по системе «гол плюс пас», финалист Кубка Стэнли 1972 года, участник Суперсерии СССР — Канада 1972 года. Обладатель Билл Мастертон Трофи (1976) и Приза Лестера Патрика (1992), Член Зала хоккейной славы (1982); в «Нью-Йорк Рейнджерс» за Жильбером навечно закреплён номер 7.

## Биография
Родриг Габриэль Жильбер родился в 1941 году в Монреале и в детстве был поклонником нападающего «Монреаль Канадиенс» Бернара Жеффриона. В 14 лет играл в составе взрослой любительской команды, где обратил внимание Ивона Прюдома — тренера, по поручению клуба НХЛ «Нью-Йорк Рейнджерс» создававшего молодёжную команду в Квебеке. Во время переговоров с Прюдомом Жильбер убедил тренера подписать контракт также с Жаном Рателем, который играл с ним в одном звене в детской команде. Последние годы своей юношеской карьеры провёл в Онтарио, в клубе «Гуэлф Билтморс», аффилированном с «Нью-Йорк Рейнджерс». Выступая вместе с Рателем, Жильбер за три сезона в «Билтморс» набрал 256 очков по системе «гол плюс пас». По ходу третьего сезона с командой он получил тяжёлую травму, поскользнувшись на мусоре, который кто-то из болельщиков бросил на лёд, и сломав позвоночник. Ему пришлось перенести спондилодез — операцию по сращиванию позвонков.
В сезоне 1960/1961 19-летний Жильбер провёл свой первый матч в НХЛ. В своей дебютной игре, 27 ноября 1960 года, он отметился результативной передачей на Дина Прентиса, забившего третий гол в ворота «Чикаго Блэкхокс» и сравнявшего счёт в матче, но эта игра осталась для него единственной за сезон. В это время «Рейнджерс» имели худшие показатели в НХЛ и команда переживала период смены состава. В регулярном сезоне 1961/1962 канадец тоже сыграл лишь один матч в составе нью-йоркского клуба, но весной 1962 года был вызван в его состав на игры Кубка Стэнли и забил два гола в ворота «Торонто Мэйпл Лифс» в 4-м матче полуфинальной серии. Сезон 1962/1963 стал для Жильбера первым полным сезоном в составе «Рейнджерс», и на его протяжении молодой нападающий отметился 11 голами. В сезоне 1963/1964 он уже набрал 64 очка по системе «гол плюс пас», показав второй результат в команде, и был впервые вызван на матч всех звёзд НХЛ. В следующем сезоне он забросил 25 шайб и набрал 61 очко по системе «гол плюс пас» — оба результата лучшие в команде.
Перед началом третьего сезона 1965/1966 в НХЛ у Жильбера возобновились проблемы со спиной. Он пытался играть в специальном поддерживающем корсете, но это мешало ему дышать и отрицательно сказывалось на его способности играть подолгу. Наконец, в январе 1966 года нападающий был вынужден прервать сезон, чтобы пройти повторную операцию. Во время операции, по собственным воспоминаниям, Жильбер был близок к смерти и перенёс внетелесное переживание, во время которого услышал слова тренера Эмиля Фрэнсиса, обращённые к медсестре: «Верните его, он мой лучший игрок». Нападающий считал, что именно эти слова помогли ему выжить. После операции спина уже не мешала его дальнейшей карьере.
В первом сезоне после операции канадец забил за «Рейнджерс» 28 голов, и команда впервые за пять лет попала в плей-офф Кубка Стэнли. В этом сезоне сформировалась тройка нападения, в которую входили он, Ратель и Вик Хадфилд. В дальнейшем она стала самой результативной в истории «Рейнджерс» и получила известность как GAG Line (сокращение от англ. Goal-a-Game — «по голу каждую игру»). В составе этого звена Жильбер выполнял роль организатора атак. В сезонах 1967/1968 и 1968/1969 он набирал по 77 очков по системе «гол плюс пас», а в сезоне 1970/1971 впервые за карьеру забил 30 голов. Этот сезон стал рекордным в истории «Рейнджерс», окончивших его со 107 очками в турнирной таблице. Следующий год стал лучшим уже в истории его звена: каждый из трёх игроков забросил за сезон 1971/1972 более 40 шайб, у самого Жильбера на счету было 43 гола и 97 очков по системе «гол плюс пас» (несмотря на травмы, заставившие его пропустить ряд матчей ближе к концу года). «Рейнджерс» впервые за 22 года пробились в финал Кубка Стэнли, однако к этому времени Ратель, залечивавший сломанную щиколотку, не мог играть в полную силу, и нью-йоркский клуб уступил «Бостон Брюинз» в шести играх.
Этот финал Кубка Стэнли остался единственным в 18-летней карьере Жильбера в НХЛ. Три сезона — этот, предыдущий и следующий — прошли в борьбе между «Рейнджерс» и «Брюинз», однако звёзды бостонской команды Фил Эспозито и Бобби Орр решили исход соперничества. В 1972 году Жильбер также представлял сборную канадских профессионалов в Суперсерии против сборной СССР. В решающей, восьмой игре серии он отметился пасом на Билла Уайта, забившего третий гол канадцев и сравнявшего счёт в матче, в итоге, как и серия, окончившемся победой команды Жильбера. Впоследствии он называл победу в Суперсерии «мой Кубок Стэнли».
В последние пять полных сезонов карьеры Жильбер каждый раз забивал не менее 25 голов и набирал не менее 75 очков по системе «гол плюс пас». В марте 1974 года он стал первым игроком, забросившим 300 шайб, выступая за «Нью-Йорк Рейнджерс», однако в это время успехи команды уже пошли на спад и она не пробивалась в Кубке Стэнли дальше полуфинала. В 1976 году Жильбер был награждён Билл Мастертон Трофи — призом, присуждаемым за верность хоккею на площадке и за её пределами. В декабре того же года он провёл свой тысячный матч за «Рейнджерс», отметившись за игру тремя результативными передачами, обеспечившими победу над обладателями Кубка Стэнли «Монреаль Канадиенс» с общим счётом 5:2.
Когда на чемпионат мира 1977 года были допущены профессионалы, Жильбера снова пригласили в состав сборной Канады, однако она не сумела попасть в число призёров, окончив турнир на 4-м месте. Летом того же года канадец вёл долгие переговоры о продлении контракта с «Рейнджерс», и неопределённость его положения в команде, возможно, отрицательно сказалась на его игре. Проведя только 19 матчей с начала сезона 1977/1978, Жильбер объявил о завершении игровой карьеры. Это произошло в ноябре 1977 года, когда нападающему было 36 лет. Всю карьеру в НХЛ он провёл в одном и том же клубе, сыграв в составе «Нью-Йорка» 1065 матчей регулярного сезона и набрав за них 1021 очко (406 голов и 615 результативных передач). В плей-офф он провёл 79 игр и набрал 67 очков (34 гола и 33 паса). К моменту завершения выступлений Жильбер занимал второе место в истории НХЛ по количеству очков, набранных правыми нападающими, уступая только Горди Хоу. Популярность Жильбера у болельщиков была столь высока, что он получил прозвище «Мистер Рейнджер».
После завершения выступлений за «Рейнджерс» Жильбер несколько лет занимал в клубе административный пост. Позже он на протяжении года работал тренером в младшей лиге, был брокером на фондовой бирже и владел популярным бистро на Манхэттене. Он активно участвовал в общественной жизни, организуя сбор средств на различные благотворительные цели. Первый брак Жильбера с Джуди Престон, состоявшийся в 1974 году, завершился разводом, и позже он женился вторично на рекламном администраторе Джудит Кристи, с которой прожил 30 лет. Он умер в августе 2021 года в возрасте 80 лет у себя дома на Манхэттене, оставив после себя вторую жену и четырёх детей — двоих от первого брака и двоих от второго. На момент смерти Жильбер оставался рекордсменом «Нью-йорк Рейнджерс» по забитым шайбам и очкам по системе «гол плюс пас».

## Награды
За время карьеры Род Жильбер 8 раз участвовал в матчах всех звёзд НХЛ (1964, 1965, 1967, 1969, 1970, 1972, 1975 и 1977). По итогам сезона 1967/1968 он был избран во вторую символическую сборную НХЛ, а по итогам сезона 1971/1972 — в первую. В 1976 году стал лауреатом Билл Мастертон Трофи.
По завершении игровой карьеры Жильбера, 14 октября 1979 года, клуб «Нью-Йорк Рейнджерс» навечно закрепил за ним номер 7. Жильбер стал первым игроком в истории «Рейнджерс», чей номер был выведен из ротации. В 1982 году его имя было включено в списки Зала хоккейной славы, а в 1991 году Жильбер стал лауреатом Приза Лестера Патрика, присуждаемого за выдающийся вклад в развитие хоккея в США. За свою филантропическую деятельность он был в 2010 году удостоен Почётной медали острова Эллис.

## Статистика выступлений
| 1957-58     | Гуэлф Билтморс          | ХАО         | 32   | 14  | 16  | 30   | 14  | —  | —  | —  | —  | —  |
| 1958-59     | Гуэлф Билтморс          | ХАО         | 54   | 27  | 34  | 61   | 40  | 10 | 5  | 4  | 9  | 14 |
| 1959-60     | Гуэлф Билтморс          | ХАО         | 47   | 39  | 52  | 91   | 40  | 5  | 3  | 3  | 6  | 4  |
| 1959-60     | Труа-Ривьер Лайонз      | ВПХЛ        | 3    | 4   | 6   | 10   | 0   | 5  | 2  | 2  | 4  | 2  |
| 1960-61     | Гуэлф Ройалз            | ХАО         | 47   | 54  | 49  | 103  | 47  | 6  | 4  | 4  | 8  | 6  |
| 1960-61     | Нью-Йорк Рейнджерс      | НХЛ         | 1    | 0   | 1   | 1    | 2   | —  | —  | —  | —  | —  |
| 1961-62     | Нью-Йорк Рейнджерс      | НХЛ         | 1    | 0   | 0   | 0    | 0   | 4  | 2  | 3  | 5  | 4  |
| 1961-62     | Китченер-Уотерлу Биверс | ВПХЛ        | 21   | 12  | 11  | 23   | 22  | 4  | 0  | 0  | 0  | 4  |
| 1962-63     | Нью-Йорк Рейнджерс      | НХЛ         | 70   | 11  | 20  | 31   | 20  | —  | —  | —  | —  | —  |
| 1963-64     | Нью-Йорк Рейнджерс      | НХЛ         | 70   | 24  | 40  | 64   | 62  | —  | —  | —  | —  | —  |
| 1964-65     | Нью-Йорк Рейнджерс      | НХЛ         | 70   | 25  | 36  | 61   | 54  | —  | —  | —  | —  | —  |
| 1965-66     | Нью-Йорк Рейнджерс      | НХЛ         | 34   | 10  | 15  | 25   | 20  | —  | —  | —  | —  | —  |
| 1966-67     | Нью-Йорк Рейнджерс      | НХЛ         | 64   | 28  | 18  | 46   | 12  | 4  | 2  | 2  | 4  | 6  |
| 1967-68     | Нью-Йорк Рейнджерс      | НХЛ         | 73   | 29  | 48  | 77   | 12  | 6  | 5  | 0  | 5  | 4  |
| 1968-69     | Нью-Йорк Рейнджерс      | НХЛ         | 66   | 28  | 49  | 77   | 22  | 4  | 1  | 0  | 1  | 2  |
| 1969-70     | Нью-Йорк Рейнджерс      | NHL         | 72   | 16  | 37  | 53   | 22  | 6  | 4  | 5  | 9  | 0  |
| 1970-71     | Нью-Йорк Рейнджерс      | НХЛ         | 78   | 30  | 31  | 61   | 65  | 13 | 4  | 6  | 10 | 8  |
| 1971-72     | Нью-Йорк Рейнджерс      | НХЛ         | 73   | 43  | 54  | 97   | 64  | 16 | 7  | 8  | 15 | 11 |
| 1972-73     | Нью-Йорк Рейнджерс      | НХЛ         | 76   | 25  | 59  | 84   | 25  | 10 | 5  | 1  | 6  | 2  |
| 1973-74     | Нью-Йорк Рейнджерс      | НХЛ         | 75   | 36  | 41  | 77   | 20  | 13 | 3  | 5  | 8  | 4  |
| 1974-75     | Нью-Йорк Рейнджерс      | НХЛ         | 76   | 36  | 61  | 97   | 22  | 3  | 1  | 3  | 4  | 2  |
| 1975-76     | Нью-Йорк Рейнджерс      | НХЛ         | 70   | 36  | 50  | 86   | 32  | —  | —  | —  | —  | —  |
| 1976-77     | Нью-Йорк Рейнджерс      | НХЛ         | 77   | 27  | 48  | 75   | 50  | —  | —  | —  | —  | —  |
| 1977-78     | Нью-Йорк Рейнджерс      | НХЛ         | 19   | 2   | 7   | 9    | 6   | —  | —  | —  | —  | —  |
| Итого в НХЛ | Итого в НХЛ             | Итого в НХЛ | 1065 | 406 | 615 | 1021 | 510 | 79 | 34 | 33 | 67 | 43 |